# Albrecht Otto Johannes Unsöld
Albrecht Otto Johannes Unsöld, nemški astrofizik in astronom, * 20. april 1905, Bolheim, Württemberg, Nemčija, † 23. september 1995, Kiel, Nemčija.

## Življenje in delo
Unsöld je na Univerzi v Münchnu študiral kvantno mehaniko pri Arnoldu Sommerfeldu. Leta 1927 je začel raziskovati atmosfere zvezd. Skoraj celotno poklicno življenje je bil od leta 1932 profesor na Univerzi v Kielu.

## Priznanja

### Nagrade
Leta 1956 je prejel medaljo Bruceove in leta 1957 zlato medaljo Kraljeve astronomske družbe (RAS).

### Poimenovanja
Po njem se imenuje asteroid glavnega pasu 2842 Unsöld.